# Rick Ley
Richard Norman "Rick" Ley, född 2 november 1948, är en kanadensisk före detta professionell ishockeyforward och ishockeytränare.
Han är svåger till Don Lever.

## Spelare
Rick Ley tillbringade som spelare sex säsonger i den nordamerikanska ishockeyligan National Hockey League (NHL), där han spelade för Toronto Maple Leafs och Hartford Whalers. Han producerade 84 poäng (tolv mål och 72 assists) samt drog på sig 392 utvisningsminuter på 310 grundspelsmatcher.
Lever spelade också för New England Whalers i World Hockey Association (WHA); Tulsa Oilers i Central Hockey League (CHL) samt Niagara Falls Flyers i OHA-Jr.
Han draftades av Toronto Maple Leafs i tredje rundan i 1966 års NHL-draft som 16:e spelare totalt.

### Statistik
| 1964–1965      | Niagara Falls Flyers | OHA-Jr.        | 50  | 0  | 11  | 11  | 58  | 11 | 0 | 3  | 3  | 28  |
| 1965–1966      | Niagara Falls Flyers | OHA-Jr.        | 46  | 3  | 13  | 16  | 180 | 6  | 0 | 6  | 6  | 18  |
| 1966–1967      | Niagara Falls Flyers | OHA-Jr.        | 48  | 10 | 27  | 37  | 128 | 12 | 2 | 4  | 6  | 24  |
| 1967–1968      | Niagara Falls Flyers | OHA-Jr.        | 53  | 16 | 48  | 64  | 81  | 19 | 1 | 15 | 16 | 38  |
| 1968–1969      | Toronto Maple Leafs  | NHL            | 38  | 1  | 11  | 12  | 39  | 3  | 0 | 0  | 0  | 9   |
|                | Tulsa Oilers         | CHL            | 19  | 0  | 5   | 5   | 23  | —  | — | —  | —  | —   |
| 1969–1970      | Toronto Maple Leafs  | NHL            | 48  | 2  | 13  | 15  | 102 | —  | — | —  | —  | —   |
| 1970–1971      | Toronto Maple Leafs  | NHL            | 76  | 4  | 16  | 20  | 15  | 6  | 0 | 2  | 2  | 4   |
| 1971–1972      | Toronto Maple Leafs  | NHL            | 67  | 1  | 14  | 15  | 124 | 5  | 0 | 0  | 0  | 7   |
| 1972–1973      | New England Whalers  | WHA            | 76  | 3  | 27  | 30  | 108 | 15 | 3 | 7  | 10 | 24  |
| 1973–1974      | New England Whalers  | WHA            | 72  | 6  | 35  | 41  | 148 | 7  | 1 | 5  | 6  | 18  |
| 1974–1975      | New England Whalers  | WHA            | 62  | 6  | 36  | 42  | 50  | 6  | 1 | 1  | 2  | 32  |
| 1975–1976      | New England Whalers  | WHA            | 67  | 8  | 30  | 38  | 78  | 17 | 1 | 4  | 5  | 49  |
| 1976–1977      | New England Whalers  | WHA            | 55  | 2  | 21  | 23  | 102 | 5  | 0 | 4  | 4  | 4   |
| 1977–1978      | New England Whalers  | WHA            | 73  | 3  | 41  | 44  | 95  | 14 | 1 | 8  | 9  | 4   |
| 1978–1979      | New England Whalers  | WHA            | 73  | 7  | 20  | 27  | 135 | 9  | 0 | 4  | 4  | 11  |
| 1979–1980      | Hartford Whalers     | NHL            | 65  | 4  | 16  | 20  | 92  | —  | — | —  | —  | —   |
| 1980–1981      | Hartford Whalers     | NHL            | 16  | 0  | 2   | 2   | 20  | —  | — | —  | —  | —   |
| NHL totalt     | NHL totalt           | NHL totalt     | 310 | 12 | 72  | 84  | 392 | 14 | 0 | 2  | 2  | 20  |
| WHA totalt     | WHA totalt           | WHA totalt     | 478 | 35 | 210 | 245 | 716 | 73 | 7 | 33 | 40 | 142 |
| OHA-Jr. totalt | OHA-Jr. totalt       | OHA-Jr. totalt | 197 | 29 | 99  | 128 | 447 | 49 | 2 | 33 | 35 | 104 |

## Tränare
Efter spelarkarriären fortsatte Ley arbeta inom professionell ishockey och var bland annat tränare för Hartford Whalers och Vancouver Canucks i NHL. Han var också tränare för Toronto Maple Leafs under en slutspelsmatch när den ordinarie tränaren Pat Quinn var tvingad att uppsöka sjukhus på grund av arytmi. Han har även tränat Binghamton Whalers (AHL); Muskegon Lumberjacks och Milwaukee Admirals (IHL).

### Statistik
Källa: 
| Lag               | År        | Grundserie | Grundserie | Grundserie | Grundserie | Grundserie | Grundserie    | Slutspel                   |
| Lag               | År        | Matcher    | Vinster    | Förluster  | Oavgjorda  | Poäng      | Placering     | Resultat                   |
| ----------------- | --------- | ---------- | ---------- | ---------- | ---------- | ---------- | ------------- | -------------------------- |
| Hartford Whalers  | 1989–1990 | 80         | 38         | 33         | 9          | 85         | 4:e i Adams   | Förlorade i första rundan. |
| Hartford Whalers  | 1990–1991 | 80         | 31         | 38         | 11         | 73         | 4:e i Adams   | Förlorade i första rundan. |
| Vancouver Canucks | 1991–1992 | 5          | N/A        | N/A        | N/A        | N/A        | —             | —                          |
| Vancouver Canucks | 1994–1995 | 48         | 18         | 18         | 12         | 48         | 2:a i Pacific | Förlorade i andra rundan.  |
| Vancouver Canucks | 1995–1996 | 76         | 29         | 32         | 15         | 73         | 1:a i Pacific | (sparkad)                  |
| Totalt            | Totalt    | 284        | 116        | 121        | 47         | 279        |               |                            |